# Двожець-Гданський (станція метро)
52°15′28″ пн. ш. 20°59′40″ сх. д. / 52.25778° пн. ш. 20.99444° сх. д.
Двожець-Гданський (пол. A17 Dworzec Gdański) — станція Першої лінії Варшавського метрополітену, що була відкрита 20 грудня 2003 року, у складі черги «Ратуш Арсенал» — «Двожець-Гданський» Має безпосереднє підземне сполучення із залізничним вокзалом Варшава-Гданська та лініями Варшавського трамваю.

## Опис
Колонна двопрогінна мілкого закладення з острівною платформою, завдовжки 120 м і завширшки 12 м. По обидва торці платформи є ескалатори і стаціонарні сходи, один ліфт. Станцію оздоблено у відтінки сірого і сріблястого. На станції заставлено тактильне покриття.

## Пересадки
- потяги зі станції Варшава-Гданська
- Автобуси: 116, 157, 221, 409, 500, 518, N12, N44, N62
- Варшавський трамвай: 1, 6, 15, 28, 41

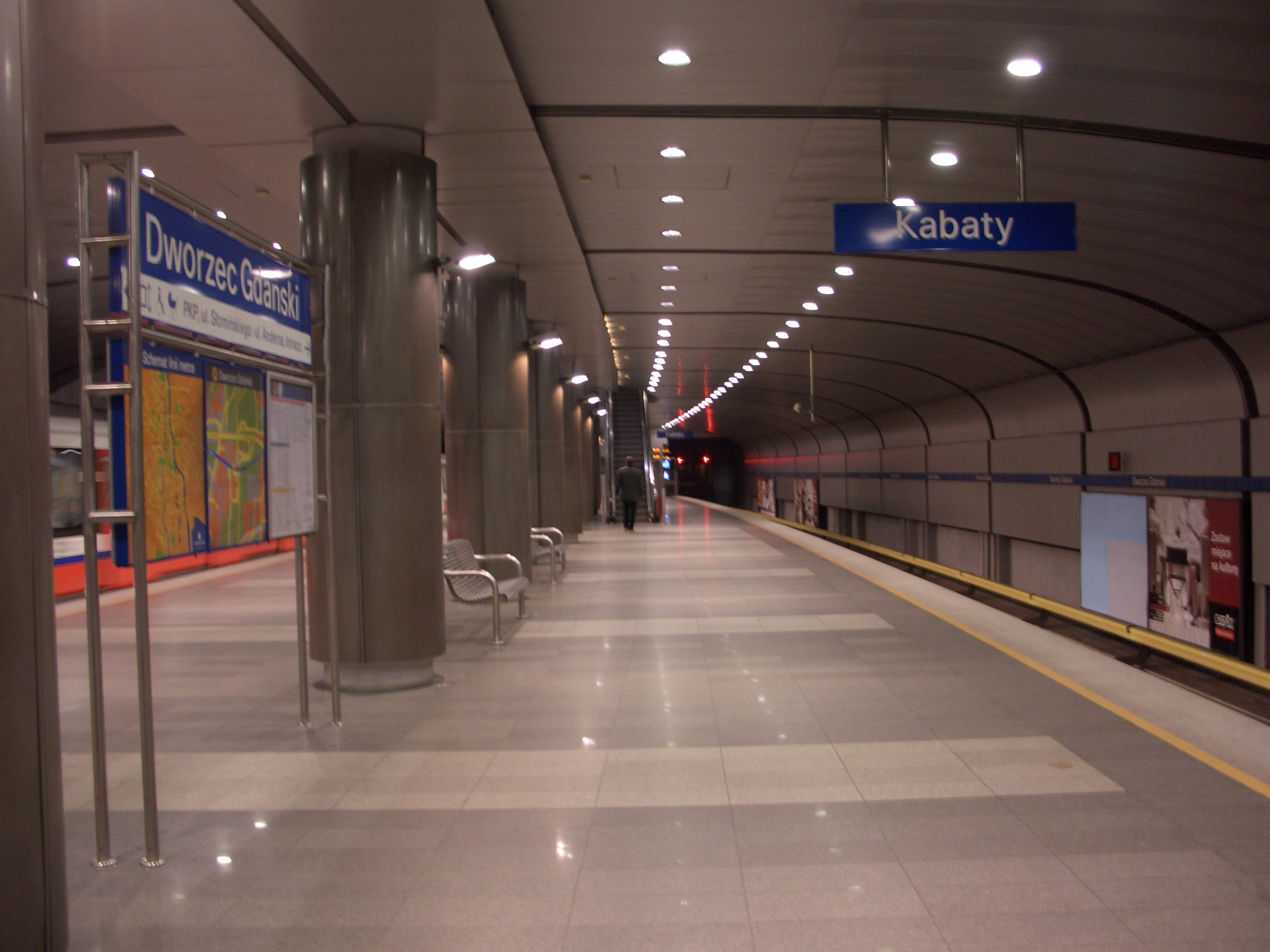
Платформа станції
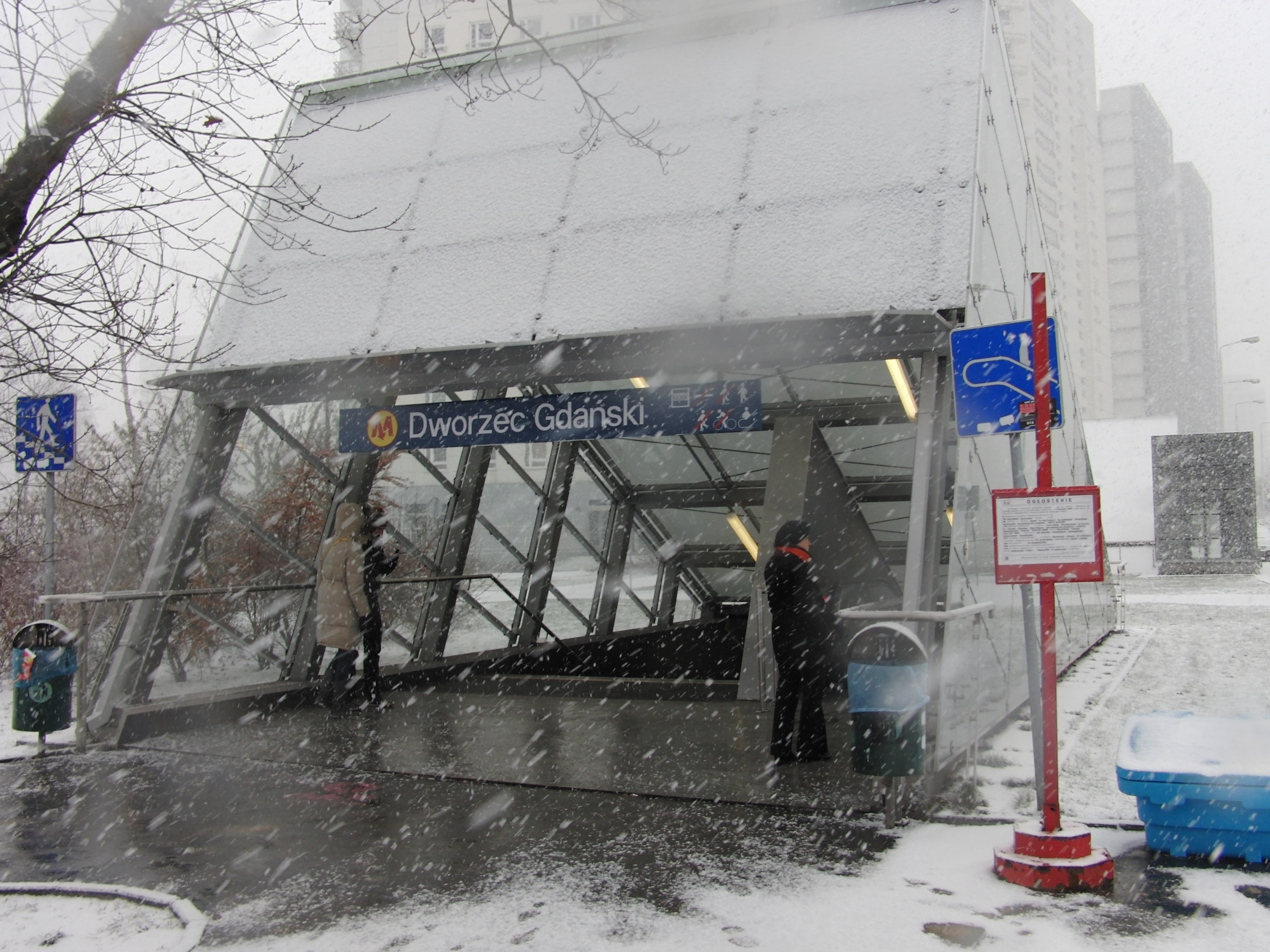
Вхід станції взимку